# Phaonia hystricosternita
Phaonia hystricosternita este o specie de muște din genul Phaonia, familia Muscidae, descrisă de Xue în anul 1991.
Este endemică în Liaoning. Conform Catalogue of Life specia Phaonia hystricosternita nu are subspecii cunoscute.